# Diecezja Port Pirie
Diecezja Port Pirie (łac. Dioecesis Portus Piriensis; ang. Diocese of Port Pirie) – jedna z 52 diecezji (Australia: 21) obrządku łacińskiego w Kościele katolickim w Australii i Oceanii w stanie Australia Południowa ze stolicą w Port Pirie. Ustanowiona diecezją Port Augusta 10 maja 1887 konstytucją apostolską przez Leona XIII. 7 czerwca 1951 siedzibę biskupią przeniesiono do Port Pirie i tym samym zmieniono nazwę diecezji. Biskupstwo jest sufraganią archidiecezji Adelaide.

## Biskupi

Herb biskupa diecezjalnego – Karola Kulczyckiego SDS

### Biskup diecezjalny
- bp Karol Kulczycki SDS – ordynariusz od 2020

### Biskup senior
- bp Gregory O’Kelly SJ – biskup diecezjalny w latach 2009–2020, administrator apostolski sede vacante archidiecezji Adelaidy w latach 2018–2020, senior od 2020